# M 85 (галактика)
Messier 85 (англ. M 85, NGC 4382, рус. Мессье 85, другие обозначения — UGC 7508, MCG 3-32-29, KCPG 334A, ZWG 99.45, VCC 798, PGC 40515) — галактика в созвездии Волосы Вероники. Была открыта Пьером Мешеном в 1781 году. Расположена на расстоянии 60 миллионов световых лет. Диаметр галактики по оценкам составляет 125 000 световых лет.
Согласно косвенным методам предполагается, что в центре галактики должна быть сверхмассивная чёрная дыра, массой около 100 миллионов солнечных масс, но согласно оценкам дисперсии скоростей центральная сверхмассивная чёрная дыра в галактике может и отсутствовать.
В этой галактике наблюдаются короткие вспышки в оптическом диапазоне неясной природы.
Имеет галактику-спутник M85-HCC1.
В галактике вспыхнула сверхновая SN 1960R типа Ia, её пиковая видимая звездная величина составила 12,0.